# Phare d'Ólafur
Le phare d'Ólafur (en islandais : Ólafsviti ) est un phare situé sur la côte sud du Patreksfjörður dans la région des Vestfirðir.